# Paul Hollywood
Paul John Hollywood, né le 1er mars 1966, est un chef célèbre connu pour son rôle de juge dans l'émission The Great British Bake Off de la BBC aux côtés de Mary Berry depuis 2010.
Il commença sa carrière à l'adolescence dans la pâtisserie de son père puis devint chef pâtissier dans plusieurs hôtels au Royaume-Uni et à l'international. Après son retour de Chypre, où il travaillait, Hollywood commença à apparaître en tant qu'invité dans un certain nombre de programmes télévisés sur la BBC et sur ITV.
En 2013, il présente la version américaine de The Great British Bake Off.

## Vie privée
En 2017, il annonce sa séparation de sa femme après 20 ans de mariage.

## Sources
- (en) Cet article est partiellement ou en totalité issu de l’article de Wikipédia en anglais intitulé « Paul Hollywood » (voir la liste des auteurs).